# Muzeum Katedralne im. Jana Pawła II na Wawelu
Muzeum Katedralne imienia Jana Pawła II – prywatna instytucja kultury powstała w 1978 roku. Jest własnością parafii archikatedralnej św. Stanisława Biskupa Męczennika i św. Wacława. Siedzibą muzeum jest Dom Katedralny na wzgórzu wawelskim w Krakowie.

## Historia
Od 1906 roku w Domu Katedralnym działało Muzeum Archidiecezjalne, przeniesione w 1975 roku decyzją kardynała Karola Wojtyły do budynku klasztoru augustianów na Kazimierzu, a obecnie mieszczące się przy ulicy Kanoniczej. Opuszczone pomieszczenia przeznaczono na siedzibę nowo powołanego przez kardynała Wojtyłę Muzeum Katedralnego, służącemu ekspozycji obiektów związanych z katedrą wawelską.
Uroczystego aktu otwarcia Muzeum dokonał 28 września 1978 roku kardynał Karol Wojtyła. Przekazał wówczas do jego zbiorów wykonany ze skorupy orzecha kokosowego i srebra pucharek, według legendy należący do królowej Jadwigi. Pucharek ten do dziś oglądać można w stałej ekspozycji Muzeum.
Od czasu powołania Muzeum Katedralne stale powiększa ekspozycję, prezentując głównie niedostępne wcześniej dla zwiedzających przedmioty pochodzące ze Skarbca Katedralnego, paramenta liturgiczne, dzieła sztuki i pamiątki historyczne. Organizuje również wystawy czasowe, prezentujące m.in. unikatowe dokumenty i starodruki przechowywane w Archiwum Kapituły Katedralnej, a także uczestniczy w licznych projektach, jak wystawa "Wawel 1000–2000", prezentująca ponad tysiącletnią historię wzgórza wawelskiego.

## Ekspozycje
Zbiory muzeum mieszczą się w salach dwóch kondygnacji Domu Katedralnego i stanowią jedną z najcenniejszych pod względem historycznym i artystycznym kolekcji w Polsce. Ekspozycja stała obejmuje przedmioty z różnych epok, prezentowane nie w sposób chronologiczny, lecz w zależności od pochodzenia i wykorzystania w jednej z czterech sal:
- sala królewska – obejmująca fundacje królewskie dla katedry oraz przedmioty związane z koronacjami i pochówkami królewskimi – m.in. włócznia św. Maurycego, racjonał biskupów krakowskich fundacji św. Jadwigi królowej, przedmioty znalezione w grobach królewskich (medalion oraz jabłko Anny Jagiellonki, insygnia grobowe Kazimierza Jagiellończyka, tabliczki trumienne), płaszcz koronacyjny Stanisława Augusta Poniatowskiego, miecz koronacyjny Augusta III oraz miecz grobowy Zygmunta Augusta, korona hełmowa Kazimierza III Wielkiego, złota róża królowej Marii Józefy Habsburżanki z 1736 roku, podarowana jej przez papieża Klemensa XII.
- sala Skarbca Katedralnego XI–XVI w. – przedmioty pochodzące z darów biskupich, królewskich i magnackich dla katedry – m.in. przedmioty z grobu biskupa Maurusa, skrzyneczka tzw. sycylijsko-saraceńska, gotycka skrzyneczka z kości słoniowej, kielich zw. św. Jadwigi Śląskiej, ornat fundacji wojewody Piotra Kmity, a także fragmenty architektoniczne budowli sakralnej z XI wieku, znalezione podczas renowacji katedry.
- sala Skarbca Katedralnego XVII–XX w. – m.in. infuła bp. Andrzeja Lipskiego, monstrancja fundacji bp. Stanisława Kazimierza Dąmbskiego, szabla, portret i ordery księcia Józefa Poniatowskiego, portrety biskupów i kanoników krakowskich, pastorał i kielich kardynała Adama Stefana Sapiehy.
- sala papieska – pamiątki związane z papieżem Janem Pawłem II: rzeczy osobiste – sutanna, biret, piuska, buty, fotel, używany podczas wizyt papieży w katedrze, infuła podarowana przez papieża podczas jego wizyty w ojczyźnie, pamiątkowe medale papieskie, księgi z mszy celebrowanych przez papieża Jana Pawła II i Benedykta XVI.